# 四川雲南鰍
四川云南鳅（学名：Yunnanilus sichuanensis）为輻鰭魚綱鲤形目條鳅科云南鳅属的鰭中一種，其种加词“sichuanensis”意为“四川的”。分布於中國四川省安寧河流域，體長可達6.6公分，棲息在溪流底層水域，生活習性不明